# Kamelfichte

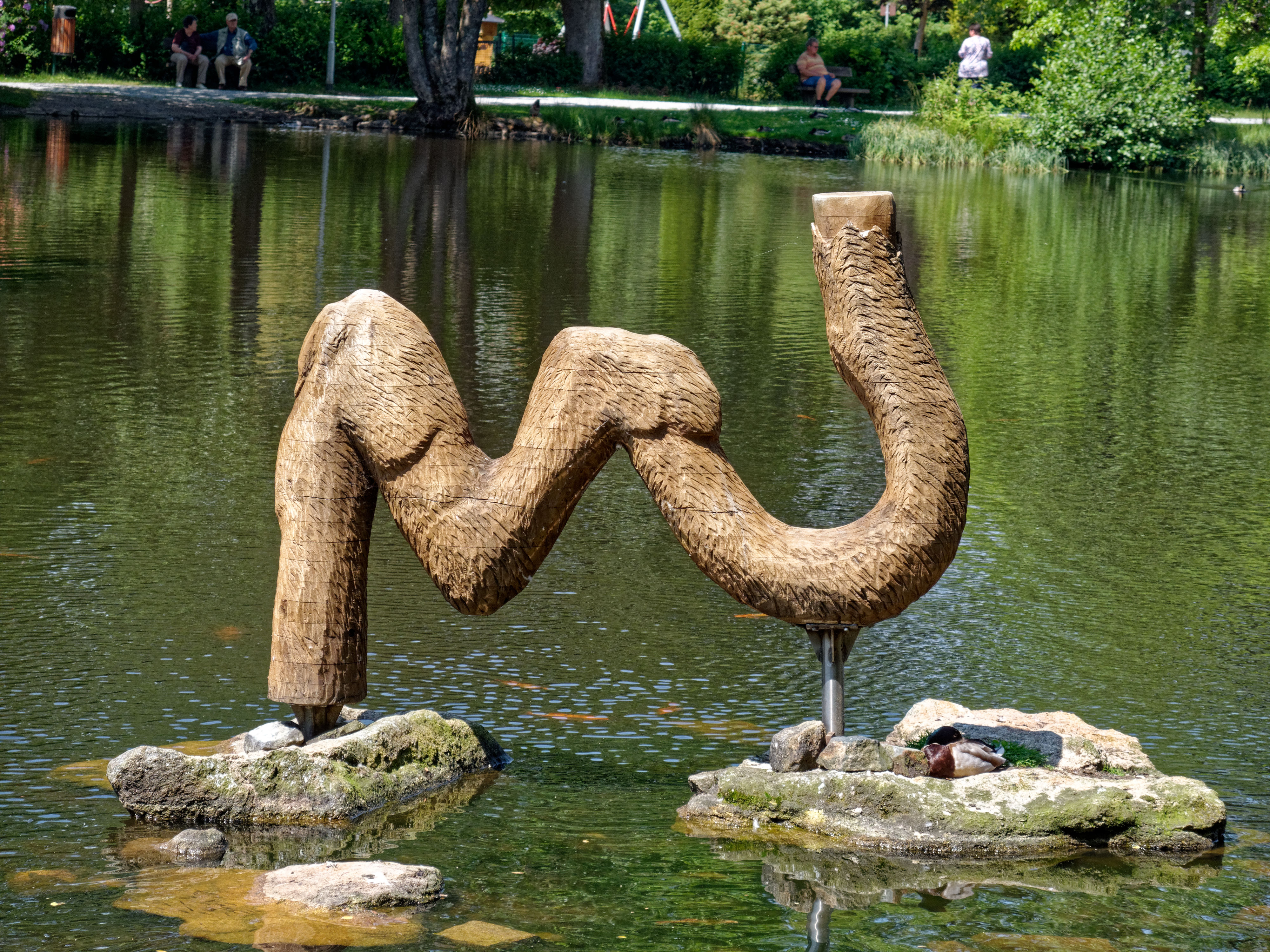
Nachbildung der Kamelfichte auf dem Kurteich von Braunlage, 2018

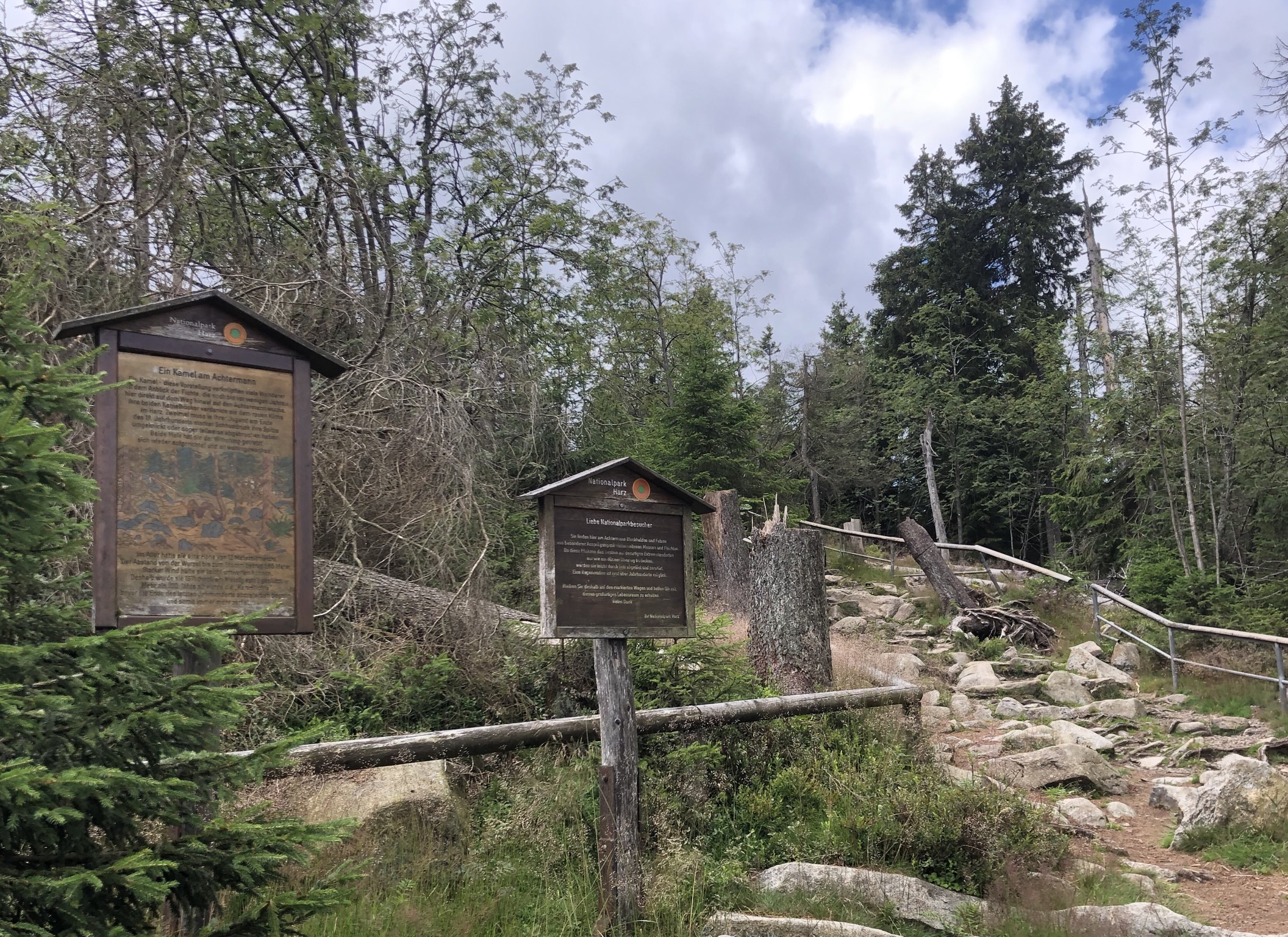
Schild (links) zur Kamelfichte, rechts Wanderweg zur Achtermannshöhe, 2020

Die Kamelfichte war eine Fichte an der Achtermannshöhe im Harz, die durch ihre ungewöhnliche, an ein Kamel erinnernde Wuchsform bekannt wurde. Sie wuchs direkt auf dem stark begangenen Wanderweg zum Gipfel der Achtermannshöhe im Bereich des gemeindefreien Gebiets Harz.

## Beschreibung
Die Kamelfichte keimte im 18. Jahrhundert und war in ihren jungen Jahren zweimal an ihrer Spitze geschädigt worden. Sie hatte sich jedoch jeweils wieder aufgerichtet und ihr Wachstum fortgesetzt. Im Ergebnis wuchs die Fichte unter Ausbildung von zwei „Höckern“ zunächst 1,65 Meter parallel zum Boden, bevor sich der Stamm senkrecht erhob und eine Krone bildete. Die Kamelfichte erreichte eine Wuchshöhe von zwölf Metern.

## Geschichte und Denkmalschutz
Zum Schutz der Fichte insbesondere vor Windbruch erhielt sie 1971 ein stützendes Metallgitter. Ende des 20. Jahrhunderts begann der mehr als 200 Jahre alte Baum abzusterben und zu zerfallen.
Die Kamelfichte wurde aufgrund einer Verordnung zur Sicherung von Naturdenkmalen im Kreis Blankenburg am 7. April 1937 zum Naturdenkmal erklärt. Die Verordnung wurde im Jahr 2008 wieder aufgehoben.
Die Kamelfichte hatte eine hohe Bekanntheit erreicht und war ein Motiv auf Ansichtskarten. Zur Erinnerung wurde nahe ihrem ursprünglichen Standort eine erklärende Hinweistafel aufgestellt. 2016 entstand eine Nachbildung ihres charakteristischen Stamms, diese befindet sich auf dem Kurteich des benachbarten Ortes Braunlage.